# Prix Le Signet d'or
 (janvier 2017).
Si vous disposez d'ouvrages ou d'articles de référence ou si vous connaissez des sites web de qualité traitant du thème abordé ici, merci de compléter l'article en donnant les références utiles à sa vérifiabilité et en les liant à la section « Notes et références ».
Le prix Le Signet d'or est un ancien prix littéraire québécois qui avait pour but de promouvoir la lecture des œuvres québécoises et de faire connaître les auteurs et les éditeurs du Québec. Il a été créé en 1993 par Radio-Québec (devenu depuis Télé-Québec) dans le cadre de l'émission Plaisir de lire.  

## Lauréats
| Catégorie                                | 1993                                         | 1994                                                 |
| ---------------------------------------- | -------------------------------------------- | ---------------------------------------------------- |
| Roman                                    | Monique Proulx Homme invisible à la fenêtre  | Andrée Dahan L'Exil aux portes du paradis            |
| Conte Nouvelle Récit                     | Pierre Yergeau Tu attends la neige, Léonard? | Michel Tremblay Un ange cornu avec des ailes de tôle |
| Essai                                    | Pierre Vadeboncœur Le Bonheur excessif       | Fernand Dumont Genèse de la société québécoise       |
| Poésie                                   | Denise Desautels Le Saut de l'ange           | Pierre Ouellet Vita Chiara                           |
| Théâtre                                  | Gilbert Dupuis Kutshapatshikan               | Yvan Bienvenue Histoires à mourir d'amour            |
| Jeunesse                                 | Charles Montpetit Copie carbone              | Dominique Demers Ils dansent dans la tempête         |
| Rayonnement à l'étranger                 | Gaston Miron                                 |                                                      |
| Écrivain de langue française hors-Québec | François Paré Les Littératures de l'exiguïté | Daniel Poliquin L'Écureuil noir                      |
| Traduction                               |                                              | Paule Pierre Dobryd d'Ann Charney                    |